# Knersvlakte
De Knersvlakte is een halfwoestijn, die deel uitmaakt van de ecoregio Succulenten-Karoo en sinds 2014 een natuurreservaat.
De streek ligt in een driehoek gevormd door de plaatsen Vanrhynsdorp, Nuwerus en Lutzville, in de provincie West-Kaap van Zuid-Afrika. De vlakte is grotendeels bedekt met steentjes van kwarts en de naam verwijst waarschijnlijk naar het knersende geluid dat de ossenwagens maakten toen de Boeren het gebied betraden. Een andere uitleg is dat de naam eigenlijk Knechtsvlakte is, genoemd naar iemand die Knecht heette.

## Ontstaan
De vlakte dankt zijn ontstaan aan de Olifantsrivier en de Zoutrivier. Het is een voormalige delta en oud sedimentatiebekken ervan. Het is een glooiend landschap onderbroken door losstaande heuveltjes. In het westen ligt het Sandveld en in het oosten de Bokkenveldbergen.

## Vegetatie

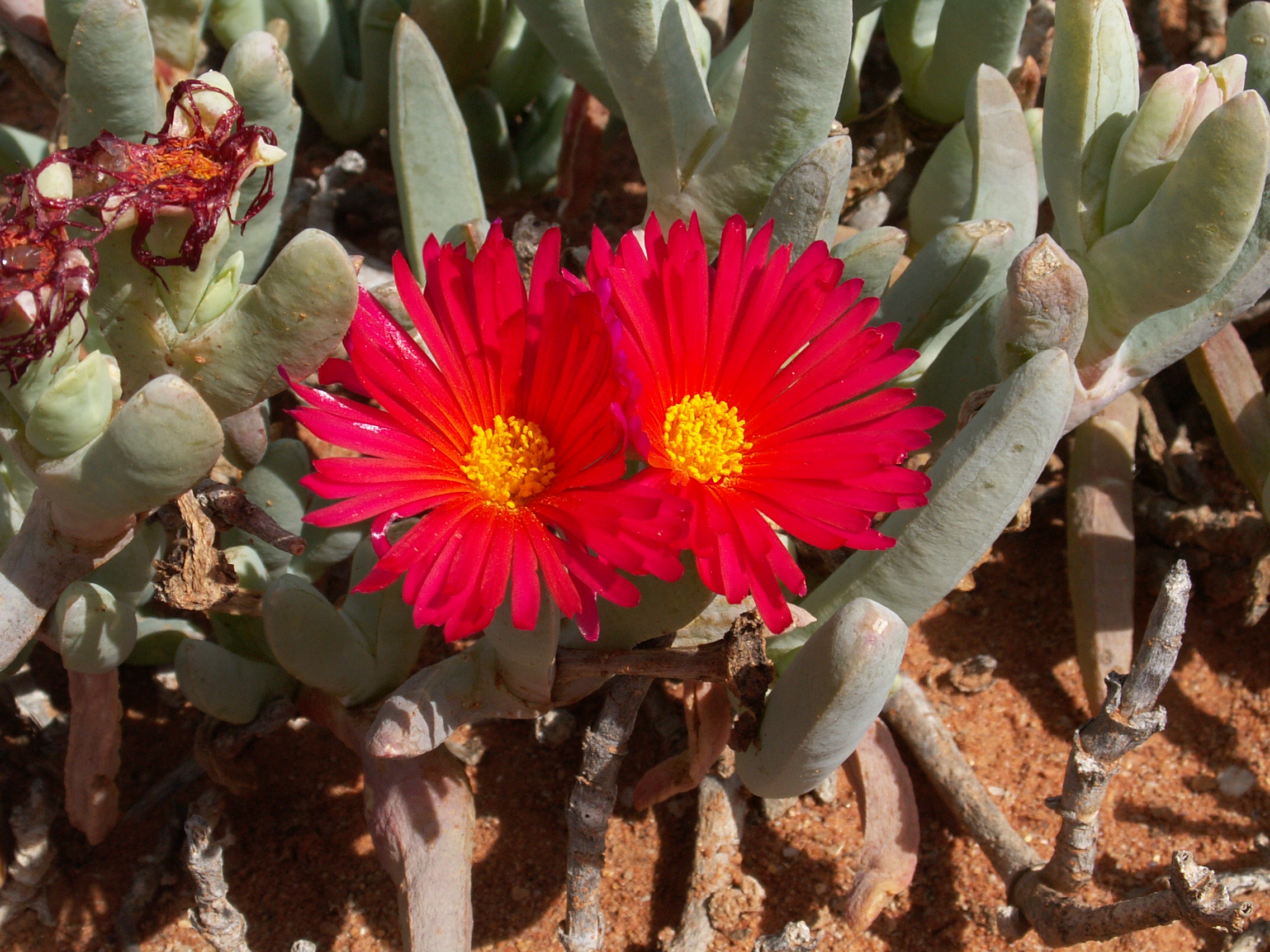
Succulenten in de Knersvlakte (Cephalophyllum alstonii)

Ondanks het ruige klimaat van de streek is het een ware schatkamer aan plantensoorten, zo'n 1300 stuks, waarvan er zo'n 250 endemisch zijn. Er zijn zelfs drie geslachten die geheel endemisch zijn. De meeste planten zijn succulenten en geofyten. Er staan 128 stoorten open de Rode Lijst als bedreigd. De aantallen zijn echter nog aan het toenemen omdat er nog regelmatig nieuwe soorten ontdekt worden.
Een aantal geslachten zijn hier met veel soorten vertegenwoordigd:
- Argyroderma - endemisch
- Oophytum - endemisch
- Conophytum
- Tylecodon
- Crassula

De Zuid-Afrikaanse tak van het WWF is bezig geweest om het bestaande natuurreservaat uit te breiden van 440 tot 500 km² en een aansluiting te scheppen met andere beschermde gebieden in Namakwaland. Op 24 september 2014 is hier onder beheer van CapeNature en in bezit van WWF-ZA een nieuw natuurreservaat uitgeroepen dat uiteindelijk 855 km² groot geworden is.

## Kwarts en niet-kwarts
In gebied zijn duidelijk twee verschillende grondsoorten te onderscheiden die ieder hun eigen flora bezitten. Ze worden aangeduid met kwarts en niet-kwarts naar de aan- of afwezigheid van de knersende kwartssteentjes.
Op kwarts zijn de Aiozoaceae (ijskruidfamilie) duidelijk het meest vertegenwoordigd terwijl de Asteraceae op de tweede plaats komen. Op niet-kwarts is dat juist andersom. De derde plaats wordt op kwarts ingenomen door de vetplanten Crassulaceae; deze komen nauwelijks voor op niet-kwarts, waar de derde plek ingenomen wordt door de grassen Poaceae die juist weer op kwarts ontbreken. De tien meestgevonden soorten staan in de volgende tabel, waaruit duidelijk zal zijn dat de flora sterk verschilt tussen de beide grondsoorten. Slechts twee soorten komen in beide kolommen voor.
| nummer | Op kwarts                      | Op niet-kwarts               |
| ------ | ------------------------------ | ---------------------------- |
| 1      | Agryroderma deleatii           | Foveolina dichotoma          |
| 2      | Foveolina dichotoma            | Rhynchopsidium pumilum       |
| 3      | Cephalophyllum spissum         | Helichrysum sp. #2           |
| 4      | Drosanthemum diversifolium     | Karroochloa schismoides      |
| 5      | Mesembryanthemum longistylum   | Drosanthemum schoenlandianum |
| 6      | Argyroderma fissum             | Didelta carmosa var. carmosa |
| 7      | Oophytum nanum                 | Amellus microglossus         |
| 8      | Helichrysum tinctum            | Senecio arenarius            |
| 9      | Cephalophyllum parvibracteatum | Oncosiphon suffructicosum    |
| 10     | Rynchopsidium pumilum          | Osteospermum pinnatum        |

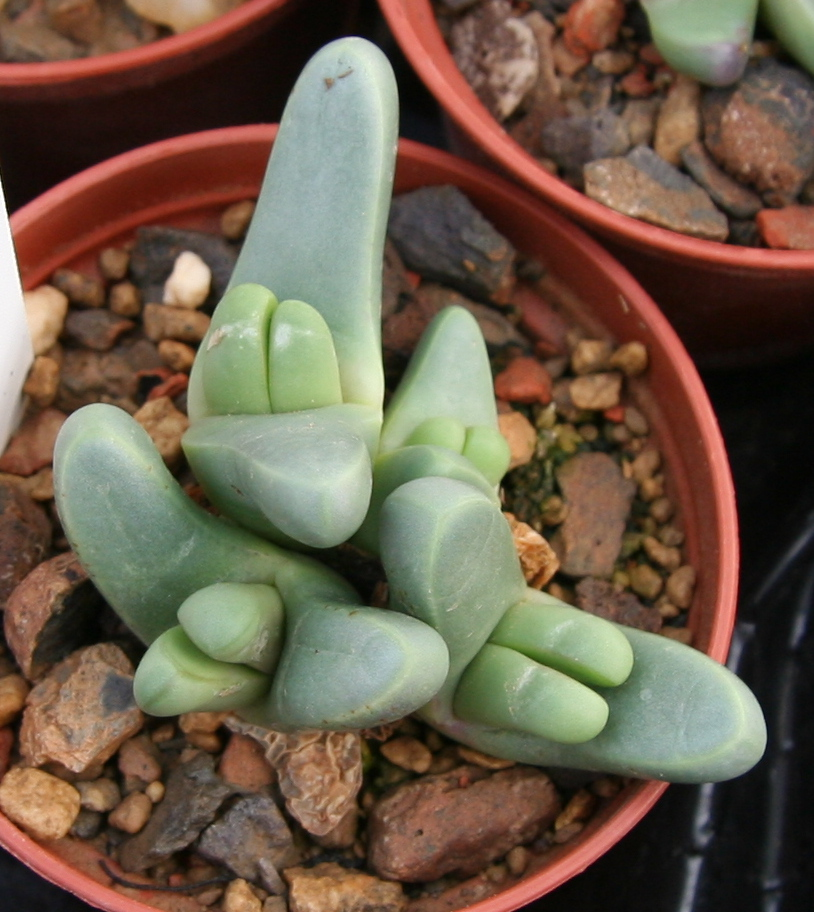
Argyroderma fissum

Beide grondsoorten worden sinds lang begraasd, zowel door wilde herbivoren zoals duikers (Cephalophus monticola) en springbokken (Antidorcas marsupialis) als door vee van de boerderijen in de streek. Een onderzoek naar de rol van begrazing heeft laten zien dat de verspreiding van zaad door de uitwerpselen een grote rol speelt voor bepaalde planten, met name in de Aiozoaceae, maar juist geheel niet voor de Asteraceae. Er was ook een verschil tussen huisvee en wild. De laatste verspreidden meer Fabaceae en Chenopodiaceae terwijl het vee juist vooral Aiozoaceae verspreidden. Het bleek ook dat gematigde begrazing de endemische soorten een kans geeft terwijl bij zware begrazing de niet-endemische soorten bevorderd worden.

## Vogelleven
Hoewel het gebied vooral voor zijn flora bekend is, komen er ook een aantal interessante vogels voor die vooral in de meer zandige (niet-kwarts) gedeeltes van het park aan te treffen zijn. Enige soorten: het Namaqua-zandhoen, de Klapperleeuwerik, de Karooleeuwerik, de Sjirpleeuwerik, de Kaapse kapokmees, de Kaapse miertapuit en de Pririvliegenvanger